# 杰拉德·達博維爾
杰拉德·達博維爾（法語：Gérard d'Aboville，1945年9月5日—）出生於法國的航海家及政治家，是人民運動聯盟政黨的黨員，現任巴黎議會（2020年-2026年）的議員。

## 生平
他從小參加海童軍開始對冒險產生興趣，1980年和他的兄弟一起參加達卡拉力賽機車組的賽事，同年他成為划船橫渡大西洋的第一人，從美國麻薩諸塞州的科德角啟程，到法國菲尼斯泰爾省的布雷斯特靠岸，全程5200公里總耗時71天23小時。
1991年他划船橫渡太平洋，從日本千葉縣銚子市出發，到美國西岸靠岸登陸，1993年出版傳記小說《Seul》，回顧他橫渡太平洋的全紀錄。1994年─1999年他開始從政，成為歐洲議會的議員，中間幾年離開政壇期間，又參與幾次冒險活動，2008年當選巴黎議會議員。

## 受獎
- 1994年  法國榮譽軍團勳章榮譽軍官[7]
- 2007年  海事功績勳章榮譽指揮官
- 2016年  法國國家功績勳章榮譽指揮官